# 庖丁解牛
庖丁解牛（庖，音刨，páo，ㄆㄠˊ），是莊子的一則寓言，出自《莊子・養生主》。庖丁，一個名叫「丁」的厨师為魏文惠王殺牛，順應天然之道從筋骨之空隙遊刃有餘，並藉機講述道家養生的道理。

## 原文
吾生也有涯，而知也無涯。以有涯隨無涯，殆已！已而爲知者，殆而已矣！為善無近名，為惡無近刑。緣督以爲經，可以保身，可以全生，可以養親，可以盡年。
庖丁為文惠君解牛，手之所觸，肩之所倚，足之所履，膝之所踦，砉然嚮然，奏刀騞然，莫不中音：合於《桑林》之舞，乃中《經首》之會。
文惠君曰：「嘻，善哉！技蓋至此乎？」
庖丁釋刀對曰：「臣之所好者道也，進乎技矣。始臣之解牛之時，所見無非全牛者；三年之後，未嘗見全牛也。方今之時，臣以神遇而不以目視，官知止而神欲行。依乎天理，批大郤，導大窾，因其固然。技經肯綮之未嘗，而況大軱乎？
良庖歲更刀，割也；族庖月更刀，折也。今臣之刀十九年矣，所解數千牛矣，而刀刃若新發於硎。彼節者有间，而刀刃者無厚，以無厚入有间，恢恢乎，其於游刃必有餘地矣，是以十九年而刀刃若新發於硎。雖然，每至於族，吾見其難為，怵然為戒，視為止，行為遲；動刀甚微，謋然已解，如土委地。提刀而立，為之四顧，為之躊躇滿志，善刀而藏之。」
文惠君曰：「善哉！吾聞庖丁之言，得養生焉。」

## 語譯
人之生命有限，而知識卻無限。以有限生命去追求無限知識，勢必體乏神傷。既然如此還在不停地追求知識，可真是十分危險了！做善事不接近出名，做惡事不接近刑罰。遵從自然的中正之路並以此為順應事物的常法，就可以護衛自身，就可以保全天性，就可以不給父母留下憂患，就可以終享天年。
庖丁為魏文惠王宰殺牛牲，分解牛體時手接觸的地方，肩靠着的地方，腳踩踏的地方，膝抵住的地方，都發出砉砉的聲響，快速進刀時刷刷的聲音，無不像美妙的音樂旋律，符合桑林舞曲的節奏，又合於經首樂曲的樂律。
文惠王說：「嘻，妙呀！技術如何達到如此高超呢？」
庖丁放下刀回答說：「我所喜好的是摸索事物的規律，比起一般的技術、技巧又進了一層。我開始分解牛體的時候，所見無非是一整頭牛。三年之後，就未曾再看到整體的牛了。當今，我只用心神去接觸而不必用眼睛去觀察，眼睛的官能似乎停了下來而精神世界還在不停地運行。依照牛體天然的生理結構，劈擊肌肉骨骼間大的縫隙，導刀向骨節間大的空處，順着牛體的固然結構去解剖；從不曾碰撞過經絡結聚的部位和骨肉緊密連接的地方，何況大骨頭呢！
優秀的廚師一年更換一把刀，因為他們是在用刀割肉；普通的廚師一個月就更換一把刀，因為他們是在用刀砍骨頭。如今我使用的刀已經十九年了，所宰殺的牛牲上千頭了，而刀刃鋒利若新從磨刀石上磨過。牛的骨節乃至各個組合部位之間有空隙，而刀刃幾乎無厚度，用無厚的刀刃插入有空隙的骨節和組合部位間，對於刀刃的運轉和迴旋來說是寬綽而有餘地呀。所以我的刀使用了十九年刀鋒仍若新從磨刀石上磨過一樣。雖然如此，每當遇上筋腱、骨節聚結交錯的地方，我看到難於下刀，為此而格外謹慎不敢大意，目光專注，動作遲緩，動刀十分輕微。牛體霍霍地全部分解開來，就如一堆泥土堆放在地上。我於是提着刀站立，為此而環顧四周，為此而躊躇滿志，擦拭好刀收藏起來。」
文惠王說：「妙啊，我聽了庖丁之一番話，從中得到養生之道理了。」